# ストップ・ザ・クロックス
『ストップ・ザ・クロックス』 (Stop the Clocks) は、オアシスの2作目のベスト・アルバム。日本では2006年11月15日、イギリスでは同年11月20日、アメリカ合衆国では同年11月21日に発売された。

## 解説
オアシスにとって編集盤の発売は、1998年のB面曲集『ザ・マスタープラン』以来であり、A面曲を選出したグレイテスト・ヒッツ的な作品は本作が初である。しかしながら、シングルカットされたすべての曲は収録されていない。
ノエル・ギャラガーの監修で選曲された全18曲中14曲が、1995年までの発表曲で占められている。また、3枚目のアルバム『ビィ・ヒア・ナウ』からは選曲されていない。
初回限定版には、ライヴ映像を含むDVDが付属した。日本版には、2曲のボーナス・トラックとフォット・ブックが付属されている。
日本のオリコンアルバムチャートでは、2作連続で初登場1位を記録。
2006年11月15日に、笑っていいとも!に出演。司会のタモリにノエル自身のサイン入りのアナログ盤をプレゼントした。

## 収録曲

### DISC 1
1. Rock 'n' Roll Star
『オアシス』（Definitely Maybe）
2. Some Might Say
『モーニング・グローリー』（(What's the Story) Morning Glory?）
3. Talk Tonight
『ザ・マスタープラン』（The Masterplan）
4. Lyla
『ドント・ビリーヴ・ザ・トゥルース』（Don't Believe the Truth）
5. The Importance of Being Idle
『ドント・ビリーヴ・ザ・トゥルース』（Don't Believe the Truth）
6. Wonderwall
『モーニング・グローリー』（(What's the Story) Morning Glory?）
7. Slide Away
『オアシス』（Definitely Maybe）
8. Cigarettes & Alcohol
『オアシス』（Definitely Maybe）
9. The Masterplan
『ザ・マスタープラン』（The Masterplan）

### DISC 2
1. Live Forever
『オアシス』（Definitely Maybe）
2. Acquiece
『ザ・マスタープラン』（The Masterplan）
3. Supersonic
『オアシス』（Definitely Maybe）
4. Half the World Away
『ザ・マスタープラン』（The Masterplan）
5. Go Let It Out
『スタンディング・オン・ザ・ショルダー・オブ・ジャイアンツ』（Standing on the Shoulder of Giants）
6. Songbird
『ヒーザン・ケミストリー 』（Heathen Chemistry）
7. Morning Glory
『モーニング・グローリー』（(What's the Story) Morning Glory?）
8. Champagne Supernova
『モーニング・グローリー』（(What's the Story) Morning Glory?）
9. Don't Look Back in Anger
『モーニング・グローリー』（(What's the Story) Morning Glory?）
10. Roll With It
『モーニング・グローリー』（(What's the Story) Morning Glory?）
11. Let There Be Love
『ドント・ビリーヴ・ザ・トゥルース』（Don't Believe the Truth）

DISC 2の“Roll With It”と“Let There Be Love”は日本盤のみに収録。

## チャート
| チャート (2006年)                | 最高位 |
| -------------------------------- | ------ |
| オーストラリア (ARIA)            | 34     |
| オーストリア (Ö3 Austria)        | 22     |
| ベルギー (Ultratop Flanders)     | 34     |
| ベルギー (Ultratop Wallonia)     | 18     |
| オランダ (MegaCharts)            | 73     |
| フランス (SNEP)                  | 127    |
| ドイツ (Offizielle Top 100)      | 54     |
| アイルランド (IRMA)              | 2      |
| イタリア (FIMI)                  | 14     |
| 日本 (オリコン)                  | 1      |
| ニュージーランド (RMNZ)          | 18     |
| スコットランド (OCC)             | 1      |
| スペイン (PROMUSICAE)            | 42     |
| スウェーデン (Sverigetopplistan) | 29     |
| スイス (Schweizer Hitparade)     | 19     |
| UK アルバムズ (OCC)              | 2      |
| US Billboard 200                 | 89     |

| チャート (2006年)   | 順位 |
| ------------------- | ---- |
| アイルランド (IRMA) | 18   |
| 日本 (オリコン)     | 71   |
| イギリス (OCC)      | 7    |

| チャート (2007年) | 順位 |
| ----------------- | ---- |
| イギリス (OCC)    | 55   |